# Breáza
Breáza (románul: Breaza) település Romániában, Erdélyben, Brassó megyében.

## Fekvése
Fogarastól délnyugatra fekvő település.

## Népessége
| 2011 | 533 |
| 2021 | 455 |

## Története
Nevét 1554-ben, majd 1589-ben említette először oklevél Braza néven. 1732-ben pagus Braza, 1733-ban Brjázá, 1760–1762 között Bresza, 1808-ban Bráza ~ Brácz, Frauendorf, Boraszá, 1861-ben Bráza, 1913-ban Breáza néven írták. A trianoni békeszerződés előtt Fogaras vármegye Fogarasi járásához tartozott.
1910-ben 1304 lakosából 106 magyar, 27 német, 1133 román volt. Ebből 64 római katolikus, 86 görögkatolikus, 1076 görögkeleti ortodox volt.

## Források

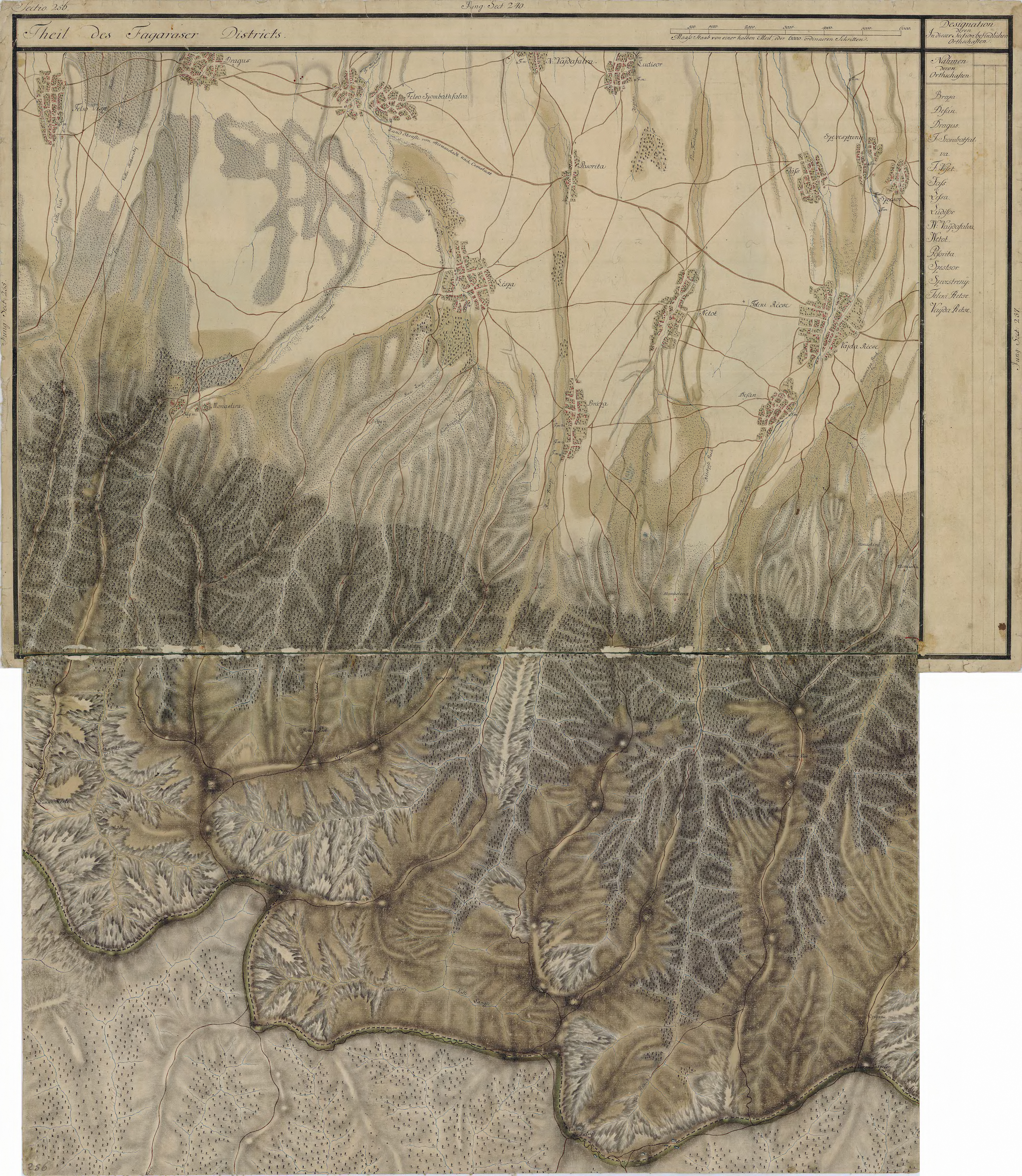